# Travanca (Santa Maria da Feira)
Travanca é uma povoação portuguesa do Município de Santa Maria da Feira que foi sede da extinta Freguesia de Travanca, freguesia que tinha 5,72 km² de área e 2 242 habitantes (2011), e, por isso, uma densidade populacional de 392 hab/km².
A Freguesia de Travanca foi extinta (agregada) pela reorganização administrativa de 2012/2013, tendo o seu território sido agregado ao das Freguesias de Santa Maria da Feira, de Sanfins e de Espargo para criar a União das Freguesias de Santa Maria da Feira, Travanca, Sanfins e Espargo, mantendo-se a descontinuidade territorial na nova freguesia alargada.
A Freguesia de Travanca era uma das poucas freguesias portuguesas territorialmente descontínuas, consistindo em duas partes de extensão muito diferente: a parte principal, concentrando mais de 90% do território da freguesia, e um pequeno exclave (parte do lugar de Macieira) a este, que constituía um enclave na antiga freguesia de Souto.

## População

Antigas freguesias que deram origem à União das Freguesias de Santa Maria da Feira, Travanca, Sanfins e Espargo (Santa Maria da Feira).

| Número de habitantes residentes | Número de habitantes residentes | Número de habitantes residentes | Número de habitantes residentes | Número de habitantes residentes | Número de habitantes residentes | Número de habitantes residentes | Número de habitantes residentes | Número de habitantes residentes | Número de habitantes residentes | Número de habitantes residentes | Número de habitantes residentes | Número de habitantes residentes | Número de habitantes residentes | Número de habitantes residentes |
| ------------------------------- | ------------------------------- | ------------------------------- | ------------------------------- | ------------------------------- | ------------------------------- | ------------------------------- | ------------------------------- | ------------------------------- | ------------------------------- | ------------------------------- | ------------------------------- | ------------------------------- | ------------------------------- | ------------------------------- |
| 1864                            | 1878                            | 1890                            | 1900                            | 1911                            | 1920                            | 1930                            | 1940                            | 1950                            | 1960                            | 1970                            | 1981                            | 1991                            | 2001                            | 2011                            |
| 851                             | 889                             | 959                             | 996                             | 1 074                           | 1 028                           | 1 388                           | 1 258                           | 1 418                           | 1 463                           | 1 632                           | 1 537                           | 1 873                           | 2 201                           | 2 242                           |

| Distribuição da População por Grupos etários | Distribuição da População por Grupos etários | Distribuição da População por Grupos etários | Distribuição da População por Grupos etários | Distribuição da População por Grupos etários | Distribuição da População por Grupos etários | Distribuição da População por Grupos etários | Distribuição da População por Grupos etários | Distribuição da População por Grupos etários | Distribuição da População por Grupos etários |
| -------------------------------------------- | -------------------------------------------- | -------------------------------------------- | -------------------------------------------- | -------------------------------------------- | -------------------------------------------- | -------------------------------------------- | -------------------------------------------- | -------------------------------------------- | -------------------------------------------- |
| Ano                                          | 0-14 Anos                                    | 15-24 Anos                                   | 25-64 Anos                                   | > 65 Anos                                    |                                              | 0-14 Anos                                    | 15-24 Anos                                   | 25-64 Anos                                   | > 65 Anos                                    |
| 2001                                         | 456                                          | 292                                          | 1215                                         | 238                                          |                                              | 20,7%                                        | 13,3%                                        | 55,2%                                        | 10,8%                                        |
| 2011                                         | 361                                          | 287                                          | 1245                                         | 349                                          |                                              | 16,1%                                        | 12,8%                                        | 55,5%                                        | 15,6%                                        |

## Património
- Igreja de São Mamede (matriz)
- Cruzeiro no lugar do Outeiro
- Casa do Pinheiro
- Escadaria da Fonte da Pala
- Jardim de São Pedro

## Equipamentos
- Salão Paroquial de Travanca